# 派翠西亚·凯丝
派翠西亚·凯丝（法語：Patricia Kaas，1966年12月5日—）是一位法国女歌手和女演员。

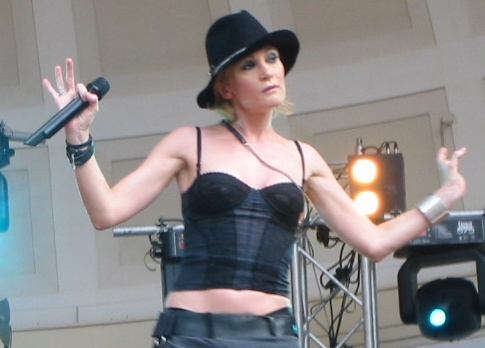

凯丝是世界上最著名的法语歌手之一，在形式上，她的音乐并不属于法国经典香颂派，但是有些流行和爵士音乐的混合，可以和席琳·狄翁(Céline Dion)或娜娜·费比安(Lara Fabian)相比。
自从1988年她首张專輯发布後，凯丝已经在全世界销售了1千500万张唱片。她的第三张專輯，在德国和瑞士取得了很大的成功。她成功的一个非常重要的原因，是她在舞台上卓越表现。
凯丝经常忙于国际旅行，在2002年凯丝出演首部电影，2005年在北京市的人民大会堂举办个人演唱会。也曾於2009年代表法國參加2009年歐洲歌唱大賽。

## 外部連結
- 官方网站
- 派翠西亚·凯丝的MySpace主頁
- 派翠西亚·凯丝在互联网电影资料库（IMDb）上的資料（英文）